# محمدتقی شریعتمداری
محمدتقی شریعتمداری (۱۳۱۳–۱۶ خرداد ۱۴۰۰) فقیه و فیلسوف ایرانی اهل تهران و از نسل شیخ علی شریعتمدار بود. 

## تولد
وی در سال ۱۳۱۳ شمسی متولد شد.

## امامت جماعت
او به مدت  بیش از پنجاه سال امام جماعت مسجد دباغ‌خانه در محله سنگلج تهران بوده است.

## استادان
وی از شاگردان سید عباس آیت‌الله‌زادهٔ اصفهانی، عبدالرزاق قائنی، مرتضی مطهری، میرزا ابوالحسن شعرانی، رفیعی قزوینی، محمدتقی آملی و سید احمد خوانساری بود.

## شاگردان
سید مهدی هاشمی وثوق ،
سید محسن سبط الشیخ ،
سید محمد طاهر واحدیان،
سید محمد جواد محمودی ،
محسن سرخه ای ،
محمد رضا کریمی ،
عبدالکریم سروش نیز در پیامی از او به‌عنوان یکی از استادانش در فلسفهٔ اسلامی نام برد.

## درگذشت
شریعتمداری در خرداد ۱۴۰۰ درگذشت. وی در حرم علی بن موسی الرضا در رواق دارالعباده مدفون است. علی سیستانی، لطف الله صافی گلپایگانی و سید موسی شبیری زنجانی  به مناسبت درگذشت او پیامی صادر کردند.